# Àhmad ibn al-Àghlab
Àhmad ibn al-Àghlab —àrab: أحمد بن الأغلب, Aḥmad ibn al-Aḡlab— (847-848) fou un efímer emir aglàbida d'Ifríqiya (847-848).
Va succeir el seu germà Abu-l-Abbàs Muhàmmad (I) ibn al-Àghlab, tot deposant-lo el 847.
Al cap de pocs mesos Muhammad I va tornar al poder i va exiliar al seu germà a Orient (848). Ahmad va morir algun temps després al seu exili.